# Szebutynci (obwód czerniowiecki)
Szebutynci (ukr. Шебутинці) – wieś na Ukrainie, w obwodzie czerniowieckim, w rejonie dniestrzańskim, w hromadzie Sokiriany. W 2001 liczyła 1664 mieszkańców.